# V423 Большого Пса
V423 Большого Пса (лат. V423 Canis Majoris) — одиночная переменная звезда в созвездии Большого Пса на расстоянии (вычисленном из значения параллакса) приблизительно 32134 световых лет (около 9852 парсеков) от Солнца. Видимая звёздная величина звезды — от +13,25m до +12,5m.

## Характеристики
V423 Большого Пса — пульсирующая переменная звезда, классическая цефеида (DCEP).